# Haus Circus 14 (Putbus)

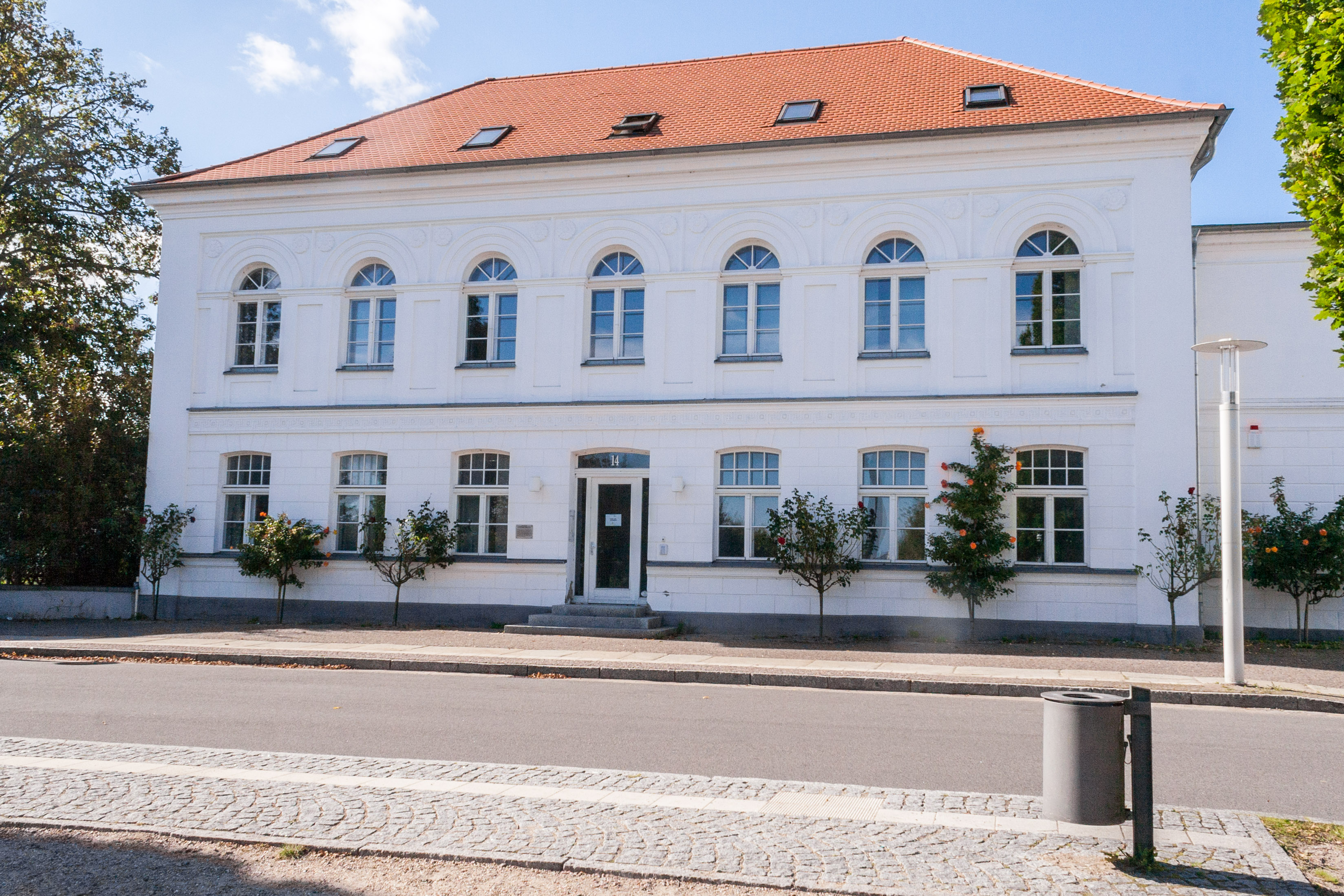

Das Haus Circus 14 in Putbus (Rügen, Mecklenburg-Vorpommern) stammt von 1836. Es ist heute ein Wohnhaus mit Ferienwohnungen und auch anderen Nutzungen.
Das Gebäude steht unter Denkmalschutz.

## Geschichte

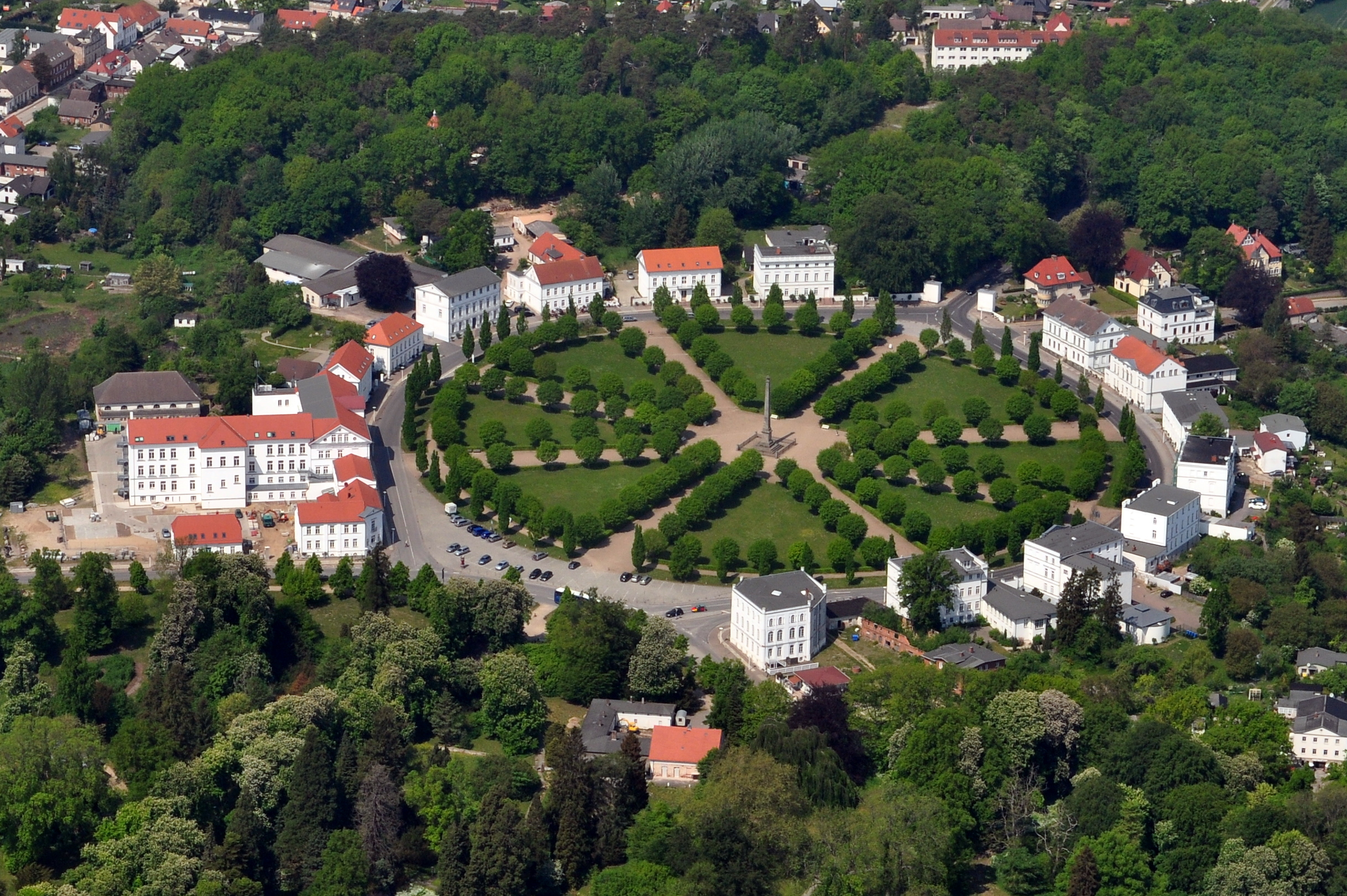
Der Cirkus: Nr. 14: mitte-links

Putbus mit 4435 Einwohnern (2019) wurde 1286 erstmals erwähnt. Als Residenzstadt auf Rügen wurde sie 1810 von Wilhelm Malte I. Fürst zu Putbus gegründet.
Das zweigeschossige siebenachsige verputzte klassizistische Haus mit dem am Circus ungewöhnlichen Walmdach, dem mehrfach abgestuften Kraggesims, dem mittigen Portal und dem prägenden Fugenbild wurde 1836 im Stil der Berliner Bauschule um Karl Friedrich Schinkel nach Plänen von Johann Gottfried Steinmeyer für einen Schiffer erstellt.
Das Wohn- und Geschäftshaus wurde im Rahmen der Städtebauförderung in den 2000er Jahren saniert.
Steinmeyer hat auf Rügen zudem u. a. das Pädagogium Putbus, das Haus Circus 8, das Haus Circus 13, den Marstall Putbus, das Jagdschloss Granitz (mit Schinkel), das Gut Gobbin in Lancken-Granitz, das Badehaus Goor in Lauterbach und das zerstörte Schloss Putbus geplant.